# Caenoplana viridis
Caenoplana viridis is een platworm (Platyhelminthes). De worm is tweeslachtig. De soort leeft in of nabij zoet water.
Het geslacht Caenoplana, waarin de platworm wordt geplaatst, wordt tot de familie Geoplanidae gerekend. De wetenschappelijke naam van de soort werd, als Geoplana viridis, voor het eerst geldig gepubliceerd in 1888 door Fletcher & Hamilton.